# Курицын, Фёдор Васильевич
Фёдор Васильевич Курицын (ум. после 1500) — русский государственный деятель из боярского рода Курицыных (см. Список родов, внесённых в Бархатную книгу)
дипломат, думный дьяк, писатель, один из наиболее влиятельных сторонников ереси «жидовствующих». Приближенный Ивана III, современник Нила Сорского и Иосифа Волоцкого. Брат Ивана Волка, также дьяка на дипломатической службе.

## Дипломат
После 1482 года был послан к венгерскому королю Матвею Корвину и молдавскому господарю Стефану Великому для заключения союза против Польши, с ответной миссией. На обратном пути в 1484 году был надолго задержан турками в Аккермане, где, весьма вероятно, написал «Сказание о Дракуле воеводе». В Москву вернулся до августа 1485 года, привезя договор, содержавший утверждение «братства и любви» между державами. В январе 1489 года посол императора Священной Римской империи Фридриха III и его сына Максимилиана — Николай Поппель совершил бестактность, предложив Ивану III королевскую корону. Фёдор Курицын прочёл послу декларацию о полном суверенитете власти русского государя.
Был в составе делегации, в присутствии которой великий князь литовский Александр Ягеллончик подписал мирный договор с Иваном III в 1494 году, этот же договор утверждал условия брака великого князя с дочерью Ивана III Еленой. До 1500 года Фёдор был одним из руководителей русской внешней политики и дипломатии, занимал должность управляющего посольскими делами (фактически «министра иностранных дел»). По мнению Льва Черепнина, участвовал в составлении Судебника 1497 года. После 1500 года сведений о нём в источниках нет.

## Писатель
Автор ряда литературных произведений, из которых сохранились философское стихотворение «Лаодикийское послание» и беллетристическая повесть «Сказание о Дракуле воеводе».
Притча о двух монахах в «Сказании о Дракуле воеводе» находится в русле учений об исключительной роли государя в коллективном спасении в Ромейском царстве, суждения монахов содержательно предвосхищают полемику Ивана Грозного и Андрея Курбского, а также и дискуссию о мученичестве и тиранстве, о пределах царской власти, развернувшуюся во второй половине XVI века в произведениях русских книжников.
Некоторые события очевидно вымышлены, скажем, сражение между Дракулой (Владом III Басарабом) и венгерским королём Матвеем Корвиным, которого в реальности не происходило.

## Борьба за власть и ересь
В окружении Ивана III противоборствовали две партии. Одна поддерживала царского внука Дмитрия Ивановича и его мать Елену Волошанку, дочь молдавского правителя Стефана III, другая — второго сына Ивана III, будущего царя Василия III и его мать Софью Палеолог. Фёдор примыкал к первой группировке, наряду с князьями Иваном Патрикеевым и Семёном Ивановичем Ряполовским. Многие члены этой партии сочувственно относились к ереси жидовствующих (московско-новгородской ереси), одно время и Иван III относился к ереси снисходительно. Иосиф Волоцкий в письме архимандриту Митрофану вспоминал духовные беседы с Иваном III в 1503 году, где царь назвал Курицына главой одной из ересей, московского кружка еретиков. Курицын критиковал монашество, рассуждал о широко понимаемой свободе воли человека («самовластии души»).
В 1502 году были лишены власти и попали в заточение его покровители при дворе великого князя Ивана III — внук Ивана III Дмитрий и его мать Елена. В 1504 году был казнён брат Фёдора Курицына Иван Волк, судьба самого Фёдора Курицына неизвестна.

## Семья и потомки
Несмотря на опалу Фёдора Курицына, его сын Афанасий занимал видное положение при Василии III. Потомки Фёдора продолжали участвовать в государственной и политической жизни вплоть до 1600-х годов.

## Киновоплощения
- Телесериал «София» — Анатолий Узденский